# Battipaglia
Battipaglia er en italiensk by (og kommune) i regionen Campania i Italien, med omkring 49.415(2023) indbyggere. 